# Julian Krein
Pour les articles homonymes, voir Krein.
Julian Krein, parfois appelé Julien Krein en français, est un compositeur, pianiste et musicologue russe né le 5 mars 1913 à Moscou et mort le 28 mai 1996.

## Biographie
Julian Grigoriévitch Krein naît le 5 mars 1913 à Moscou,,. Il est le fils du compositeur Grigori Krein et le neveu d'Alexandre Krein,,.
Il commence son apprentissage musical avec son père et compose ses premières œuvres à l'âge de treize ans.
En 1927, Julian Krein se rend à Paris, où il se perfectionne auprès de Paul Dukas à l'École normale de musique, dont il sort diplômé en 1932. Pianiste, il donne des récitals en France, entre 1932 et 1934.
En 1934, il retourne à Moscou,. Il enseigne l'orchestration au Conservatoire de la ville, entre 1934 et 1937. Il se produit comme pianiste, compose, fait de la critique musicale et publie plusieurs monographies, consacrées aux compositeurs de Falla (en 1960), Debussy (en 1962), Ravel (en 1962) et Alexandre Krein (avec N. Rogozhina, en 1964),.
Julian Krein meurt le 28 mai 1996.
Comme compositeur, sa musique « s'inspire des modèles russes et français ; il en résulte des œuvres d'un lyrisme notable et d'une grande invention mélodique ».

## Œuvres
Compositeur prolifique, Julian Krein est notamment l'auteur de :
- Razrushenije (« destruction »), prélude symphonique (1929) ;
- Concerto pour violoncelle (1929) ;
- 3 concertos pour piano (1929, 1942, 1943) ;
- Vesennjaia simfonia (« symphonie pour cordes » ; 1935-1950) ;
- Sérénade pour orchestre (1943) ;
- Arkticheskaia poema, symphonie (1943) ;
- Poemasimfonia (1954) ;
- Poema pour violon et orchestre (1956) ;
- Concerto pour violon (1959) ;
- Rembrandt, tableau symphonique-vocal (1962-1969) ;
- 4 quatuors à cordes (1925, 1927, 1936, 1943) ;
- 2 sonates pour violon et piano (1948, 1971) ;
- Sonate pour flûte et piano (1957) ;
- Trio avec piano (1958) ;
- Sonate pour clarinette et piano (1961) ;
- Sonata-Poema pour violoncelle et piano (1972) ;
- 2 sonates pour piano (1924, 1955) ;
- des pièces pour piano ;
- des mélodies.

Ses écrits (en russe) comprennent :
- Manuel de Falla, Moscou, Muzgiz, 1960 ;
- L'Œuvre symphonique de Claude Debussy, Moscou, Muzgiz, 1962 ;
- L'Œuvre symphonique de Maurice Ravel, Moscou, Muzgiz, 1962 ;
- Alexandre Krein, Moscou, Muzyka, 1964 (en collaboration avec N. Rogojine) ;
- La musique de chambre instrumentale de Debussy et Ravel, Moscou, Muzyka, 1966.